# Comuna Karvînivka, Dzerjînsk
Karvînivka (în ucraineană Карвинівська сільська рада) este o comună în raionul Dzerjînsk, regiunea Jîtomîr, Ucraina, formată din satele Bartuha, Hremeace, Karvînivka (reședința) și Stanislavivka.

## Demografie
Componența lingvistică a satului Karvînivka
     Ucraineană (97,43%)
     Rusă (1,78%)
     Alte limbi (0,2%)
Conform recensământului din 2001, majoritatea populației satului Karvînivka era vorbitoare de ucraineană (97,43%), existând în minoritate și vorbitori de rusă (1,78%).